# إيلاجيتانين
الإيلاجيتانينات هي فئة متنوعة من التانينات القابلة للتحلل بالماء ، وهي نوع من البوليفينول يتكون أساسًا من الارتباط المؤكسد لمجموعات الغالويل في جلوكوز 1،2،3،4،6-بنتاجولويل . تختلف الإيلاجيتانينات عن الغالوتانينات ، حيث ترتبط مجموعات حمض الغاليك الخاصة بها من خلال روابط C-C ، حيث ترتبط مجموعات غالويل بغالوتانينات بروابط هبوط . 
تحتوي الإيلاجيتانينات على أعداد مختلفة من وحدات hexahydroxydiphenoyl ، بالإضافة إلى وحدات غالويل و / أو وحدات سانغيسوربويل المرتبطة بقسم السكر. من أجل تحديد كمية كل وحدة فردية ، يتم إجراء التحليل المائي للمستخلصات باستخدام حمض ثلاثي فلورو أسيتيك في مخلوط الميثانول / الماء. حمض Hexahydroxydiphenic ، الذي يتم تكوينه بعد التحلل المائي ، يتحول تلقائيًا إلى حمض الإيلاجيك ، وحمض سانغيسوربك إلى حمض سانغيسوربك ديلاكتون ، بينما يظل حمض الغال سليماً. 
تشكل الإيلاجيتانينات عمومًا دورات كبيرة ، في حين أن الغالوتانينات لا تفعل ذلك.

## أمثلة
- كاستلاجين
- كاستالين
- كاسواركتين
- جراندين
- Oenothein B من Willowherbs (Epilobium spp. )
- روبورين أ
- Tellimagrandin الثاني
- تيرفلافين ب
- فيسكالاجين
- ellagitannins الرمان ، العديد من المركبات
  - بونيكالاجين
  - بونيكالين

## الاسْتِقْلاب

### الانحلال
اليوروليثينينات ، مثل يوروليثين أ ، هي نواتج البكتيريا في الأمعاء وأيضها في الإنسان لمشتقات حمض الإيلاجيك الغذائية. 

## وجودها في الطبيعية
تم الإبلاغ عن الإلاجيتانينات في كاسيات البذور ثنائية الفلقة ، ولا سيما في أنواع من الآسيات ، مثل الرمان .  

## أنظر أيضا
- كوريلاجين
- يوروليثين - يوروليثين أ
- بوليفينول
- قائمة مضادات الأكسدة في الطعام